# Ampol Saranont
Ampol Saranont (in thailandese อำพล สาระนนท์; 1933) è un ex cestista thailandese.

## Carriera
Con Thailandia ha disputato i Giochi olimpici di Melbourne 1956.